# Ajuma Ameh-Otache
Ajuma Ameh-Otache, née le 1er décembre 1984 et morte le 10 novembre 2018, est une footballeuse internationale nigériane évoluant au poste de milieu de terrain, devenue par la suite entraîneur de football.

## Carrière
Joueuse des Pelican Stars, Ajuma Ameh remporte avec l'équipe du Nigeria féminine de football les Jeux africains de 2003 et le Championnat d'Afrique féminin de football 2004. Elle dispute également les Jeux olympiques d'été de 2004, le Nigeria s'inclinant en quarts de finale contre l'Allemagne.
Elle entraîne ensuite le  Goodland Rangers Football Club, un club masculin de 3e division basé à Lagos.
Elle meurt le 10 novembre 2018 à l'âge de 33 ans, laissant derrière elle son époux Peter Otache et leurs trois enfants. La cause de sa mort n'est pas communiquée.